# Грошова реформа в СРСР 1961 року

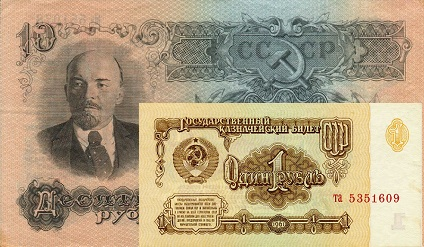
10 карбованців зразка 1947 року підлягали обміну на 1 карбованець зразка 1961 року

Грошова реформа в СРСР 1961 року — грошова реформа, проведена з 1 січня 1961 року в СРСР в формі деномінації з девальвацією. Грошові знаки, введені в ході грошової реформи 1947 року, обмінювалися протягом першого кварталу 1961 року без обмежень на нові грошові знаки (меншого розміру) в співвідношенні 10:1. У тому ж співвідношенні був проведений перерахунок оптових, розрахункових і роздрібних цін на товари і роботи, тарифів на послуги, закупівельних і здавальних цін на сільськогосподарські продукти, а також надбавок, націнок і знижок, встановлених в твердих сумах, вкладів населення в ощадних касах і установах Держбанку СРСР, тарифних ставок, відрядних розцінок, окладів заробітної плати, розмірів грошового забезпечення, гонорарів, премій, а також розмірів всіх інших видів оплати праці, виражених в твердих грошових сумах.

## Складова реформи
Достовірних відомостей про цілі грошової реформи 1961 року в літературі, присвяченій даному питанню, мало, у тому числі через те, що на даний час в повній мірі не розсекречені документи, що стосуються як цієї грошової реформи, так і загалом грошових реформ в СРСР у другій половині XX століття. За офіційною версією, реформа проводилася «… з метою полегшення грошового обігу і надання більшої повноцінності грошам». Можна тільки зазначити, що грошова реформа 1961 року, піднесена широким масам як проста деномінація (і залишилася такою в пам'яті народу), на ділі була девальвацією радянського карбованця по відношенню до іноземних валют і золота.
Причини і наслідки девальвації різними дослідниками оцінюються по-різному (зокрема, серед факторів, що зумовили девальвацію, називається експорт радянської нафти, який почав набирати оберти, економічні труднощі, пов'язані з гонкою озброєнь, реалізацією космічної програми, допомогою дружнім країнам, конфронтацією з країнами Заходу). Так, офіційний курс долара США, що становить до реформи 1:4, був змінений не в 10 разів, як зарплати, пенсії, внески населення в ощадкасах і масштаб цін в державному секторі економіки, а лише в 4,44 рази і після реформи склав 90 копійок за 1 долар США. Точно так же в 4,44 рази був змінений і золотий вміст карбованця. Якщо до реформи він становив 0,222168 грама, то після реформи він склав 0,987412 грама у карбованці, що нібито подорожчав в 10 разів. Для основної маси населення СРСР, яка не мала потреби (і можливості) обмінювати карбованці на іноземну валюту, це пройшло практично непоміченим, до того ж затьмарених великими подіями, що відбувалися на той час (реалізація космічної програми, перший політ людини в космос, обрання в США нового президента, початок Карибської кризи й інші).
Фактичне зниження в 2,25 рази золотого вмісту і курсу радянських грошей до іноземних валют і, відповідно, зниження купівельної спроможності карбованцевих зарплат (причому не тільки щодо імпорту, але й при купівлі ювелірних виробів, товарів на колгоспних й інших ринках) підносилося в офіційних повідомленнях як «підвищення золотого вмісту і курсу карбованця».

## Хід реформи
Про майбутній обмін грошей населення, на відміну від попередньої конфіскаційної реформи 1947 року, було проінформовано заздалегідь. 4 травня 1960 року М. С. Хрущов підписав постанову Ради Міністрів СРСР № 470 «Про зміну масштабу цін і заміну обігових грошей, які нині перебувають в обігу, новими грошима». З підписанням цієї постанови пов'язують відхід з поста 16 травня 1960 року тодішнього міністра фінансів А. Г. Звєрєва, що не погоджувався з планом реформи.
Після опублікування 5 травня постанови № 470 різко збільшилися закупівлі товарів повсякденного попиту, посилився приплив вкладів населення в ощадкаси. У другій половині 1960 року в кілька разів підскочила виручка ювелірних магазинів, стрімко розкуповувалися хутряні вироби, рулони вовняних тканин, продукти тривалого зберігання, інші товари. У жовтні 1960 року розпочався перерахунок вкладів в ощадних касах. При перерахунку вкладнику не треба було йти в ощадкасу, всі вклади перераховувалися за єдиною методикою — 10:1. На товарах ціна вказувалася і в старих, і в нових, грошах.
З 1 січня 1961 року в обіг вийшли банкноти нового зразка номіналом 1, 3, 5, 10, 25, 50 і 100 карбованців. Монети нового зразка карбувалися вартістю 1, 2, 3, 5, 10, 15, 20, 50 копійок і 1 карбованець. Паперові грошові знаки зразка 1947 року, а також срібні, нікелеві, мідні та бронзові монети, випущені в СРСР починаючи з 1921 року, вилучалися з обігу і змінювалися на нові у співвідношенні 10:1. Зберігався традиційний поділ грошових знаків в залежності від номіналу на державні казначейські білети і білети Державного банку СРСР. Нові гроші були значно менші за розміром, що, безумовно, було зручніше для повсякденних розрахунків і служило одним з виправдань реформи, що проводилася. Загальний дизайн банкнот зберіг певну спадкоємність, але замість портрета В. І. Леніна на нових грошах з'явився його профіль-барельєф. При цьому ще 24 лютого 1958 року Рада Міністрів СРСР прийняла постанову про карбування монет нового зразка. У жовтні-грудні 1960 року гроші нового зразка заповнили сховища Держбанку на місцях. Як і в ході грошової реформи 1947 року, обміну не підлягали і залишалися в обігу монети СРСР номіналами 1, 2 і 3 копійки більш ранніх випусків (з 1926 по 1957 роки — з 1958 року Держбанк припинив їх карбування).
Обмін готівки протягом трьох місяців проводився обмінними пунктами, що відкрилися 2 січня 1961 року. При цьому на офіційному рівні те, що відбувається не визнавалося грошовою реформою. Так, Міністерство фінансів СРСР і Держбанк СРСР, доповідаючи в ЦК КПРС про підсумки переходу на новий масштаб цін і обмін старих грошей на нові, заявили про необхідність прийняти по цьому питанню спеціальну постанову ЦК КПРС і Ради Міністрів СРСР і опублікувати у пресі відповідне повідомлення. На думку Міністра фінансів СРСР В. Ф. Гарбузова і Голови правління Держбанку СРСР О. К. Коровушкіна, проведені заходи щодо зміни масштабу цін, підвищення золотого змісту і курсу карбованця за своїм значенням для народного господарства СРСР і вдосконалення грошової системи мали характер реформи. У зв'язку з цим вони просили дозволити іменувати надалі проведені заходи грошовою реформою 1961 року. Однак в ЦК КПРС з цією думкою не погодилися, тому що прийняття цієї пропозиції не потребувало необхідності, «тим більше, що до сих пір в нашій пресі ці заходи не підносилися як реформа». ЦК не було схвалено пропозицію прийняти постанову з цього питання і опублікувати його в пресі.
У постанові ЦК КПРС і Ради Міністрів СРСР «Про підсумки переходу на новий масштаб цін і обміну старих грошей на нові гроші» в травні 1961 року дана позитивна оцінка виконаної роботи. У повідомленні говорилося: «ЦК КПРС і Рада Міністрів СРСР відзначили, що перехід на новий масштаб цін і обмін грошей пройшли організовано, з дотриманням всіх передбачених умов і термінів здійснення цього важливого народногосподарського заходу. Новий радянський карбованець з великою довірою сприйнятий населенням і міцно увійшов в господарський оборот». У повідомленні також зазначалося, що, «як відомо, всі грошові реформи в капіталістичних країнах проводяться в інтересах експлуататорських класів і супроводжуються у підсумку зниженням життєвого рівня трудящих. Заходи щодо переходу на новий масштаб цін і обміну грошей проведені в СРСР з дотриманням інтересів населення і держави, в результаті їх здійснення населенням отримало ряд вигод».

## Наслідки реформи
До позитивних факторів можна віднести зниження собівартості виробництва паперових грошей, тому що нові грошові знаки були набагато меншого формату. Внаслідок низьких номінальних цін на товари повсякденного попиту (хліб, молоко, сірники, сіль, газовані напої й інше) значну роль в готівковому грошовому обороті протягом тривалого періоду грали металеві гроші, що також призводило до економії у виробництві банкнот. Все інше не було таким же однозначним.
Як вже зазначалося, змінився офіційний золотий вміст карбованця. Якщо дореформені 10 карбованців містили 2,22168 грама золота, то 1 карбованець 1961 року — в 2,25 рази менше — 0,987412 грама. Валютний курс, з 1950 року становив 4 дореформених карбованця за 1 долар, після реформи він склав 90 нових копійок (замість 40) — що було цілком в руслі Бреттон-Вудської валютної системи, що функціонувала тоді (незважаючи на те, що Радянський Союз офіційно не вважався її учасником). Для населення підвищилися ціни на ювелірну продукцію. Десятикратної зміни нерегульованих державою цін (на ринках збуту продукції особистих підсобних господарств й тому подібного), за свідченнями сучасників, також не відбулося — від активного населення неможливо було приховати зміну офіційного золотого вмісту карбованця, і ринкові ціни часто змінювалися не в 10, а лише в 4,5 рази, що означало більш ніж двократне зростання цін. На окремі товари з низькою номінальною вартістю зростання цін могло досягати і десятикратних значень. Наприклад, якщо пучок зелені до реформи коштував 5 копійок, то і після реформи він міг продовжити коштувати 5, але тепер вже нових, копійок.
За відсутності ринку праці й інших ринкових інститутів влади СРСР вдалося забезпечити довгостроковий — на десятиліття — ефект від проведеної девальвації, що вилився в стабільно дешевих трудових ресурсах і високій рентабельності експортної продукції. За ті 30 років, коли перебував в обігу «новий» карбованець, в країні склався єдиний народногосподарський комплекс, освоєні великі родовища природних ресурсів і разом з ними — нові великі райони на півночі і сході країни; за 1961—1985 роки введено в дію основних фондів на 2637 мільярдів карбованців, побудовано понад 9 тисяч нових промислових підприємств; побудовано 54 мільйони квартир. Крім того, масштабно реалізовувалися космічна програма і програма озброєнь, містилися і розвивалися найбільші в світі за чисельністю особового складу і бронетехніки збройні сили.
Побічні ефекти девальвації для основної маси населення також затягнулися на десятиліття — низький (навіть в порівнянні з деякими країнами соціалістичного табору) рівень оплати праці і надмірна дорожнеча імпортних товарів, що до реформи були майже відсутні в торговому асортименті, але тепер перейшли для радянських обивателів в розряд розкоші.

## Гроші, запущені реформою

### Банкноти
| Зображення      | Зображення       | Номінал (карбованців) |
| Лицьова сторона | Зворотна сторона | Номінал (карбованців) |
| --------------- | ---------------- | --------------------- |
|                 |                  | 1                     |
|                 |                  | 3                     |
|                 |                  | 5                     |
|                 |                  | 10                    |
|                 |                  | 25                    |
|                 |                  | 50                    |
|                 |                  | 100                   |

| Зображення | Номінал       |
| ---------- | ------------- |
|            | 1 копійка     |
|            | 2 копійки     |
|            | 3 копійки     |
|            | 5 копійок     |
|            | 10 копійок    |
|            | 15 копійок    |
|            | 20 копійок    |
|            | 50 копійок    |
|            | 1 карбованець |

## Факти, пов'язані з реформою
- Дореформені гроші за їх великий розмір називали «сталінськими онучами», а післяреформені за їх малу величину, яку можна порівняти з цукерковою обгорткою, «хрущовськими фантиками».
- У побуті купюри зразка 1961 року ще довгий час називали «новими», а ціни переводили на «старі» гроші. Це можна помітити в діалозі з фільму «Діамантова рука» (1968): «Тут 500 карбованців. — Новими?»; у фільмі «Зигзаг удачі» (1968): «Скільки коштує шубка? — 2900. — Це що ж, по-старому або по-новому? — По-новому. — 29 тисяч за водяного щура?!»; в картині «Помилка резидента» (1968): «За вами ж, наскільки я пам'ятаю, тисяча. Одна. Але новими грошима».
- Повість Зої Богуславської мала назву «Сімсот новими», вона вийшла в 1970 році, через дев'ять років після реформи.
- Про раптову реформу 1961 року був знятий мультфільм «Дорога копійка», а в 1992 році — фільм «Міняйли».